# Thomas M. Meinhardt

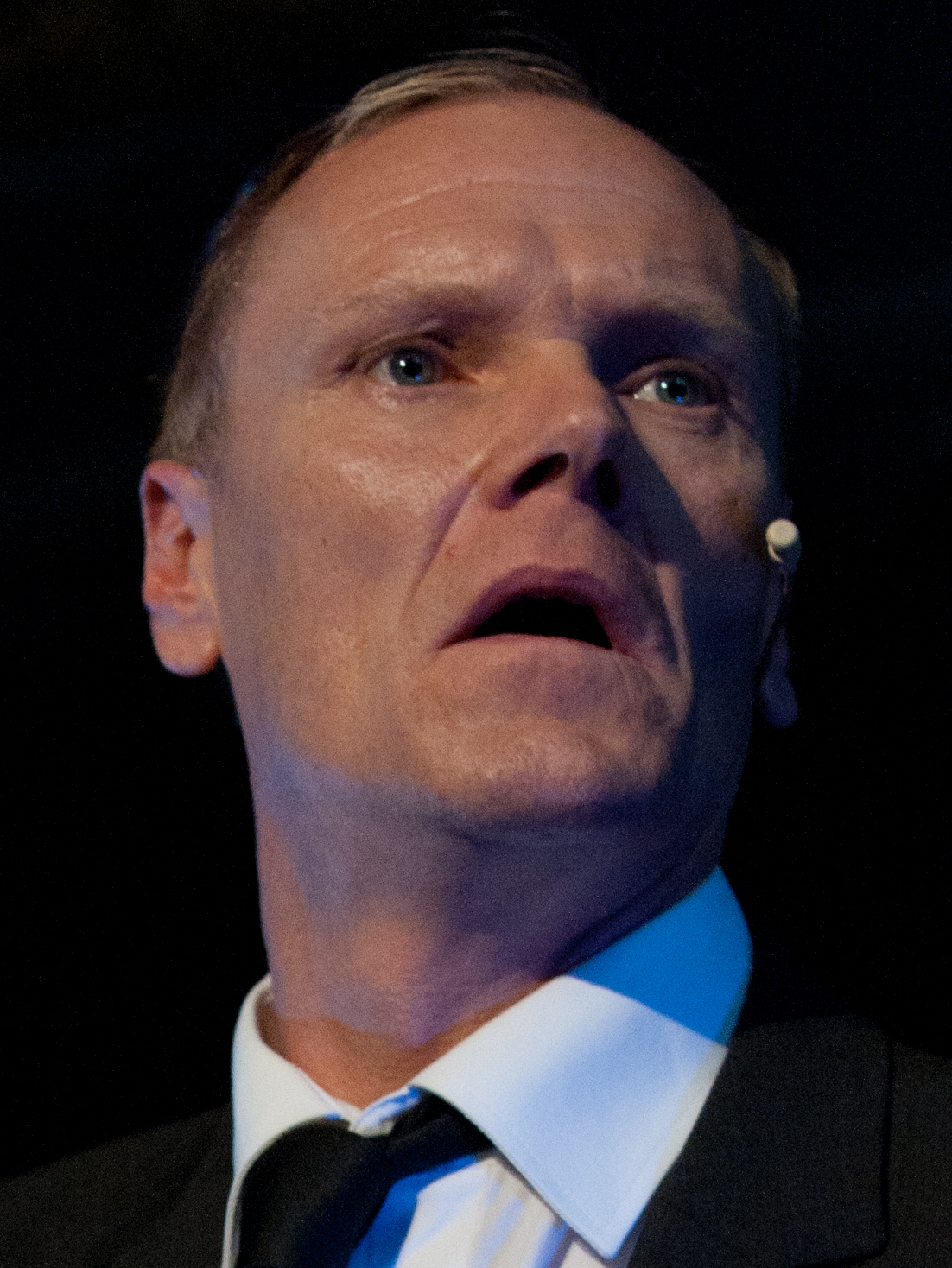
Thomas Meinhardt (2012)

Thomas Munkas Meinhardt (* 3. Januar 1966 in München; † 30. Juni 2023) war ein deutscher Schauspieler, Sprecher und Dozent.

## Leben
Meinhardt absolvierte seine Ausbildung am Bliss-Theaterstudio sowie bei Suzanne Geyer (Schauspiel München). Seit Anfang der 1990er-Jahre u. a. am Münchener Prinzregententheater, am Cuvilliés-Theater und an den Städtischen Bühnen Regensburg engagiert, spielte er später hauptsächlich am Münchener Metropoltheater.
Daneben war er in diversen Fernsehproduktionen zu sehen. In Josef Rödls Kurzfilm Der falsche Mann (2002, HFF München) spielte er die Hauptrolle. Als Sprecher war er in den Bereichen Hörbuch, Hörspiel, Dokumentation und Synchron tätig.
Seit Anfang 2006 lehrte Thomas M. Meinhardt als Dozent (Schauspielunterricht, Mediensprechen) an der Bayerischen Theaterakademie August Everding in München.

## Filmografie
- 2000: Polizeiruf 110: La Paloma (Fernsehreihe)
- 2000: Tatort: Nach eigenen Gesetzen (Fernsehreihe)
- 2001: Die Manns – Ein Jahrhundertroman (Fernseh-Mehrteiler)
- 2002: Tatort: Wolf im Schafspelz (Fernsehreihe)
- 2002: Tatort: Totentanz (Fernsehreihe)
- 2010: Um Himmels Willen (Fernsehserie, eine Folge)
- 2010, 2012: SOKO 5113 (Fernsehserie, zwei Folgen)
- 2012: Ein gewisses Zimmer (Kurzfilm der HFF München), als Herr Payk, nach der Erzählung von Kurt Kusenberg
- 2014: Nocebo (Kurzfilm)
- 2014: Landauer – Der Präsident
- 2016: Marie fängt Feuer – Für immer und ewig
- 2017: Alarm für Cobra 11 – Die Autobahnpolizei (Fernsehserie, eine Folge)
- 2019: Der Krieg und ich (Kinder- und Jugendreihe)
- 2020: SOKO Kitzbühel (Fernsehserie, eine Folge)
- 2020: Biohackers (Netflix-Serie, Staffel 4)

## Synchronrollen
- 2006: Mike Dopud in Hollow Man 2 als Chesley
- 2009: Adrian Rawlins in Jagd auf einen Mörder als John Elder
- 2010: Ben Geldreich in Eclipse – Bis(s) zum Abendrot als John
- 2011: Jonathan Sachar in Cross als Shark
- 2012: Todd Stashwick in Justified (Fernsehserie) als Ash Murphy
- 2015: Michael Massee in The Blacklist (Fernsehserie) als Karakurt/ Jonas Fleming
- 2022: Yul Vazquez in Severance als Petey

## Hörspiele
- 2001: Philip K. Dick: Zeit aus den Fugen – Bearbeitung und Regie: Marina Dietz (Hörspiel – BR)